# Toñín Casillas
José Antonio Casillas Fernández, detto Toñín (Humacao, 8 agosto 1935), è un ex cestista portoricano.

## Carriera
Con Porto Rico ha disputato i Campionati mondiali del 1959 e i Giochi olimpici di Roma 1960.

## Palmarès
- Campionato spagnolo: 1

Real Madrid: 1958